# دنیل پارخو
دنیل «دنی» پارخو مونیوز (اسپانیایی: Daniel "Dani" Parejo Muñoz‎؛ زادهٔ ۱۶ آوریل ۱۹۸۹) بازیکن فوتبال اهل اسپانیا است و درحال حاضر برای تیم ویارئال بازی می کند.